# Antti Lovag
Antti Lovag, född 10 april 1920 i Budapest, död 27 september 2014 i Tourrettes-sur-Loup i Alpes-Maritimes, var en ungersk-fransk arkitekt med ryska och finska rötter som sedan 1950-talet var verksam i Frankrike. Han föddes i Ungern som son till en rysk-judisk far och en finsk moder. Han deltog i finska fortsättningskriget och hamnade i rysk fångenskap. Han blev känd under 1960-talet för sina bubbelhus på Franska rivieran. Hans mest kända verk är La Maison Bulle som sedan 1970 är under uppförande i Theoule nära Cannes på Franska rivieran.

## Uppväxt och utbildning
Lovag föddes i Ungern av en rysk fader och finsk moder men tillbringade sin barndom på resande fot med sin fader. Han deltog i fortsättningskriget på den finska sidan och hamnade som krigsfånge i Sovjetunionen. Efter kriget kom Antti Lovag till Frankrike och Paris 1947 där han studerade arkitektur innan han etablerade sig som arkitekt där. Han tillbringade också en tid resande jorden runt.

## Arkitektverksamhet
Under 1960-talet slog han igenom med sina fyra bubbelhus på den franska rivieran. Husen var särpräglade, ofta formade som bubblor som växte upp ur naturen. Lovag ville inte skapa ett traditionellt hus med traditionella rumstyper som kök, sovrum och vardagsrum. I stället installerades de olika funktioner efter rytmen hos människorna som skulle bo i huset. Husen är också konstruerade för att kunna utökas vid behov.

## Verk
Arbetet med Lovags mest kända verk, La Maison Bulle, inleddes 1970 på uppdrag av en rik fransk industriman som investerade mer än 7 miljoner dollar i bygget som aldrig fullbordades. Fastigheten utbjöds till försäljning 1991 och köptes av den framstående modeskaparen Pierre Cardin som fortsatt byggandet.